# Piękni
Piękni (ang. Beautiful People) – serial młodzieżowy wyprodukowany w 2005 roku w USA. Opowiada historię matki i jej dwóch córek, które przeniosły się do Nowego Jorku. W Polsce serial był emitowany na antenie telewizji Polsat w wakacje 2008 roku od poniedziałku do piątku o 9.25 lub 9.30.

## Fabuła
Lynn Kerr i jej dwie córki - Karen i Sophie dowiadują się, że mąż Lynn zdradza ją z najlepszą przyjaciółką Karen. Przeprowadzają się więc z małego miasteczka do Nowego Jorku, gdzie zaczynają nowe życie. 

## Postacie

### Lynn Kerr
Grana przez Daphne Zuniga 35-letnia matka, która rozwodzi się z mężem. Jej marzeniem jest zostać projektantką ubrań. Początkowo pracuje w sklepie, gdzie sprzedaje ubrania, jednak dzięki swojemu znajomemu, który za jej plecami załatwił jej pracę, zaczyna pracować w dużej agencji, gdzie projektuje ubrania. Pewnego dnia do agencji przychodzi pewna kobieta, która proponuje Lynn założenie wspólnej firmy. Ta po długim namyśle zgadza się. 

### Karen Kerr
20-letnia córka Lynn. Jej marzeniem jest zostać modelką. Początkowo pracuje w barze, ale dzięki znajomemu mamy dostaje pracę u znanego fotografa. Początkowo praca u niego jest bardzo ciężka, gdyż Ben jest bardzo niemiły i wymagający, lecz po pewnym czasie zaczyna stawać się łagodniejszy. Jest zazdrosny o Karen, która spotyka się z Lukiem. Dzięki Lukowi Karen bierze udział w konkursie, którego nagrodą jest promowanie znanej marki kosmetyków. Karen dostaje się do trójki dziewczyn i jest prawie pewna że wygra. Gra ją Torrey DeVitto.

### Sophie Kerr
16 latka, która chodzi do liceum. Jest bardzo miła, wszystkim pomaga. Nie potrafi kłamać. Uwielbia robić zdjęcia. Spotykała się z Chrisem i Nickiem (Jackson Rathbone). Gra ją Sarah Foret.

## Emisja serialu na świecie
| Kraj      | Kanał    | Data wydania                    |
| --------- | -------- | ------------------------------- |
| Węgry     | RTL Klub | 24 lutego 2008-                 |
| Finlandia | Nelonen  | 18 kwietnia 2007 24 maja 2008   |
| Polska    | Polsat   | 25 czerwca 2008 - 16 lipca 2008 |